# The Beginning
The Beginning ist das sechste Studioalbum der US-amerikanischen Hip-Hop-Gruppe The Black Eyed Peas, das im November 2010 erschien.

## Entstehung und Veröffentlichung
In einem Interview gab die Band am 6. Juni 2010 bekannt, dass sie an einem neuen Album arbeitet. Es wurde als Fortführung des Albums The E.N.D. beschrieben. Der Albumtitel stehe symbolisch dafür, neue Technologien zu übernehmen, etwa künstliche Realitäten, 3D und „360 Video“. Es ginge auch darum, experimentell zu sein und mit „verrückten, kranken Beats“ herumzuspielen. Die offizielle Ankündigung erfolgte am 26. Oktober 2010.
Die Erstveröffentlichung von The Beginning erfolgte schließlich am 26. November 2010 bei Interscope Records. Das Album erschien in seiner Standardausführung als CD und Download mit zwölf Titeln (Katalognummer: 06025 2754899). Am gleichen Tag erschien eine Deluxeausführung mit drei Bonustiteln (Katalognummer: 06025 2755783) sowie eine sogenannte „Super Deluxe Edition“ mit sechs Bonustiteln und dem Bonusalbum The Best of The E•N•D (Katalognummer: 06025 2757488). Am 30. September 2016 erschien das Album erstmals als LP-Ausführung (Katalognummer: B0015039-01).
Geschrieben und produziert wurden die Lieder von den Black-Eyed-Peas-Mitgliedern, in verschiedenen Konstellationen sowie in Zusammenarbeit mit Koautoren und -produzenten. William Adams (will.i.am) war das einzige Bandmitglied, das am Schreibprozess aller Lieder beteiligt war und mit elf Produktionen ebenso die meisten Mitwirkungen stellt.

## Titelliste
1. The Time (Dirty Bit)
2. Light Up the Night
3. Love You Long Time
4. XOXOXO
5. Someday
6. Whenever
7. Fashion Beats
8. Don’t Stop the Party
9. Do It Like This
10. The Best One Yet (The Boy)
11. Just Can’t Get Enough
12. Play It Loud

Bonustitel (Deluxe Edition)
1. The Situation
2. The Coming
3. Own It

Bonustitel (Super Deluxe Edition)
1. The Situation
2. The Coming
3. Own It
4. Everything Wonderful
5. Phenomenon
6. Take It Off

## Singleauskopplungen
| Jahr | Titel                 | Höchstplatzierung, Gesamtwochen, AuszeichnungChartplatzierungen (Jahr, Titel, , Platzierungen, Wochen, Auszeichnungen, Anmerkungen) | Höchstplatzierung, Gesamtwochen, AuszeichnungChartplatzierungen (Jahr, Titel, , Platzierungen, Wochen, Auszeichnungen, Anmerkungen) | Höchstplatzierung, Gesamtwochen, AuszeichnungChartplatzierungen (Jahr, Titel, , Platzierungen, Wochen, Auszeichnungen, Anmerkungen) | Höchstplatzierung, Gesamtwochen, AuszeichnungChartplatzierungen (Jahr, Titel, , Platzierungen, Wochen, Auszeichnungen, Anmerkungen) | Höchstplatzierung, Gesamtwochen, AuszeichnungChartplatzierungen (Jahr, Titel, , Platzierungen, Wochen, Auszeichnungen, Anmerkungen) | Anmerkungen                                                  |
| Jahr | Titel                 | DE | AT | CH | UK | US | Anmerkungen                                                  |
| ---- | --------------------- | --- | --- | --- | --- | --- | ------------------------------------------------------------ |
| 2010 | The Time (Dirty Bit)  | DE1 ×3Dreifachgold · (35 Wo.)DE | AT1 (30 Wo.)AT | CH1 ×2Doppelplatin · (35 Wo.)CH | UK1 ×3Dreifachplatin · (25 Wo.)UK                                                                                                   | US4 (20 Wo.)US | Erstveröffentlichung: 5. November 2010 Verkäufe: + 2.784.440 |
| 2011 | Just Can’t Get Enough | DE9 Gold · (25 Wo.)DE | AT2 (24 Wo.)AT | CH3 Platin · (24 Wo.)CH | UK3 Platin · (14 Wo.)UK | US3 (31 Wo.)US | Erstveröffentlichung: 21. Januar 2011 Verkäufe: + 1.590.800  |
| 2011 | Don’t Stop the Party  | DE27 (18 Wo.)DE | AT5 (21 Wo.)AT | CH25 Gold · (18 Wo.)CH | UK17 (15 Wo.)UK | US86 (4 Wo.)US | Erstveröffentlichung: 10. Mai 2011 Verkäufe: + 694.500       |

## Rezensionen
Das Album erhielt überwiegend negative Kritik. Die Seite Metacritic ermittelte basierend auf 19 Rezensionen eine durchschnittliche Bewertung von 47/100. AllMusic vergab  Sterne. Computer Bild bezeichnete das Album als eine Enttäuschung und Hit-Recycling.

## Kommerzieller Erfolg

### Chartplatzierungen
| ChartsChartplatzierungen       | Höchstplatzierung | Wochen |
| ------------------------------ | ----------------- | ------ |
| Deutschland (GfK)              | 2 (37 Wo.)        | 37     |
| Österreich (Ö3)                | 7 (23 Wo.)        | 23     |
| Schweiz (IFPI)                 | 3 (39 Wo.)        | 39     |
| Vereinigte Staaten (Billboard) | 6 (40 Wo.)        | 40     |
| Vereinigtes Königreich (OCC)   | 8 (32 Wo.)        | 32     |

| ChartsJahrescharts (2010)    | Platzierung |
| ---------------------------- | ----------- |
| Deutschland (GfK)            | 52          |
| Schweiz (IFPI)               | 78          |
| Vereinigtes Königreich (OCC) | 46          |

| ChartsJahrescharts (2011)      | Platzierung |
| ------------------------------ | ----------- |
| Deutschland (GfK)              | 52          |
| Österreich (Ö3)                | 45          |
| Schweiz (IFPI)                 | 18          |
| Vereinigte Staaten (Billboard) | 27          |

### Auszeichnungen für Musikverkäufe
| Land/Region                  | Auszeichnungen für Musikverkäufe (Land/Region, Auszeichnung, Verkäufe) | Verkäufe    |
| ---------------------------- | ---------------------------------------------------------------------- | ----------- |
| Australien (ARIA)            | Platin                                                                 | 70.000      |
| Belgien (BRMA)               | Platin                                                                 | 30.000      |
| Brasilien (PMB)              | Gold                                                                   | 20.000      |
| Deutschland (BVMI)           | Gold                                                                   | 100.000     |
| Europa (IFPI)                | Platin                                                                 | (1.000.000) |
| Frankreich (SNEP)            | Diamant                                                                | 500.000     |
| Irland (IRMA)                | Platin                                                                 | 15.000      |
| Italien (FIMI)               | Gold                                                                   | 30.000      |
| Japan (RIAJ)                 | Gold                                                                   | 100.000     |
| Mexiko (AMPROFON)            | Platin                                                                 | 60.000      |
| Neuseeland (RMNZ)            | 2× Platin                                                              | 30.000      |
| Österreich (IFPI)            | Gold                                                                   | 10.000      |
| Schweiz (IFPI)               | Platin                                                                 | 30.000      |
| Spanien (Promusicae)         | Gold                                                                   | 30.000      |
| Vereinigte Staaten (RIAA)    | —                                                                      | 553.000     |
| Vereinigtes Königreich (BPI) | Platin                                                                 | 300.000     |
| Insgesamt                    | 6× Gold · 9× Platin · 1× Diamant ·                                     | 1.878.000   |

Hauptartikel: The Black Eyed Peas/Auszeichnungen für Musikverkäufe